# 공룡 달리기
공룡 달리기, 또는 공룡 게임(Dinosaur Game), 크롬 다이노(Chrome Dino)는 구글이 개발한 웹 게임으로, 구글 크롬 웹 브라우저에 내장되어 있다. 플레이어는 픽셀화된 티라노사우루스 렉스를 조종하여 더 높은 점수를 얻기 위해 횡스크롤 풍경을 가로지르며 장애물을 피한다. 이 게임은 2014년 세바스티앙 가브리엘이 제작하였으며, 구글 크롬이 오프라인 상태일 때 스페이스 바를 눌러 접근하도록 설계되었다.

## 게임플레이
사용자가 오프라인 상태에서 구글 크롬을 이용해 웹 페이지를 탐색하려고 시도하면, 브라우저가 사용자에게 인터넷에 연결되어 있지 않다고 알리며 구글 직원 세바스티앙 가브리엘이 디자인한 "외로운 티렉스"(Lonely T-Rex)라는 이름의 픽셀화된 티라노사우루스 렉스 그림이 최상단에 표시된다. 데스크톱에서 space 또는 ↑를 누르거나 안드로이드, iOS 모바일 장치에서 공룡을 탭하여 게임을 시작할 수 있다. 또한, 검색 주소창에 chrome://dino 또는 chrome://network-error/-106 을 입력하여 게임에 접근할 수 있다.
게임 중에 외로운 티렉스는 흑백의 사막 풍경을 왼쪽에서 오른쪽으로 가로질러 계속 이동한다. 플레이어는 뛰거나 숙여서 선인장과 프테라노돈과 같은 다가오는 장애물을 피하여야 한다. space, ↑를 누르거나 모바일 장치에서 공룡을 탭하면 공룡이 "뛰고" ↓ 키를 누르면 공룡이 고개를 "숙인다". 게임이 진행될 수록 사용자가 장애물에 부딪힐 때까지 게임 속도가 점차 빨라지며 즉각적인 게임 오버를 유도한다.
플레이어가 600점에 도달하면 게임은 하얀 배경의 짙은 회색 그래픽에서 검은 배경의 옅은 회색 그래픽으로 전환되며 낮에서 밤이 되었음을 보여주고 낮하늘 그래픽도 밤하늘 그래픽으로 바뀐다. 700점에 도달하면 낮의 색 구성으로 되돌려지고 이후 100점씩마다 색상이 바뀐다. 게임은 약 1700만 년 후에 최대 점수에 도달하도록 설계되었는데, 이것은 티렉스가 백악기-팔레오기 대량절멸 동안 멸종되기 전까지 얼마나 오래 존재했는 지를 보여준다.
네트워크 관리자가 공룡 달리기를 비활성화하였을 때 게임을 플레이하려고 시도하면 외로운 티렉스를 향하는 운석 이미지와 함께 오류 메시지가 나타난다.

## 개발

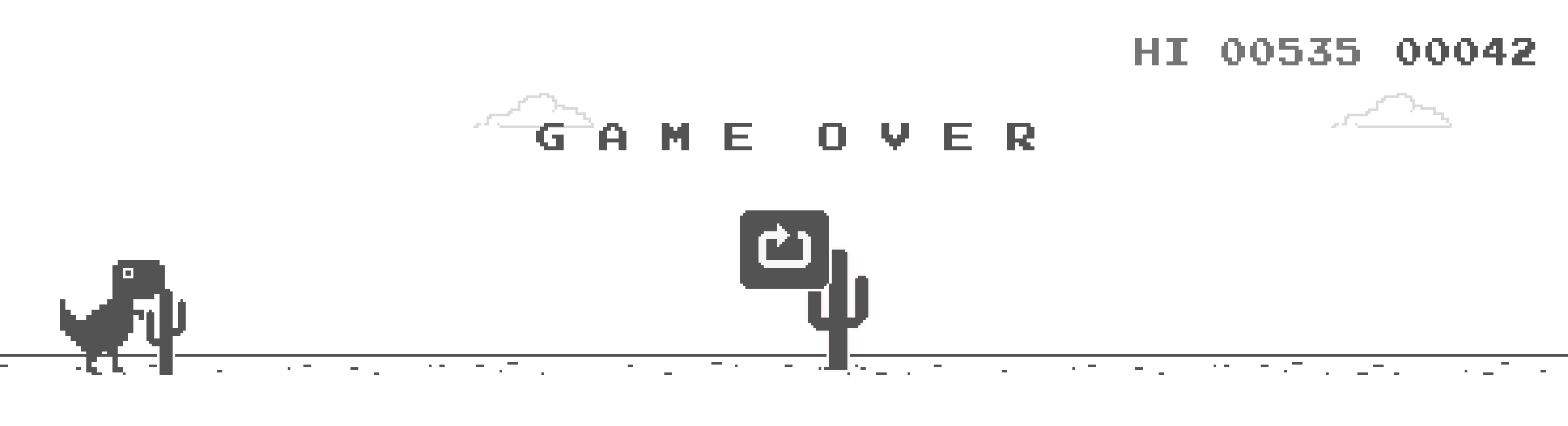
플레이어가 선인장에 부딪친 후 게임 오버 헤더와 다시 시작 버튼이 뜬 화면

이 게임은 2014년 크롬 UX 부서의 구성원 가브리엘, 앨런 베테스, 에드워드 정이 제작하였다. 개발 과정에서 이 게임의 코드네임은 티렉스 밴드의 리드 싱어 마크 볼란을 본따 "프로젝트 볼란"으로 불리었다. 개발자들은 게임 기능을 참고하여 공룡 테마를 선택하였는데, 인터넷에 연결되지 않은 것이 "선사 시대"라는 농담이었다. 이 게임은 2014년 9월에 출시하였다. 처음에는 구형 장치에서 작동하지 않았기 때문에 같은 해 12월에 코드를 업데이트하여 다시 출시하였다. 프테라노돈은 2015년 브라우저 업데이트를 통해 새로운 장애물로 추가되었다.
2018년 9월 크롬의 열 번째 생일과 게임의 네 번째 생일을 기념하기 위해 게임에 이스터 에그가 추가되었는데, 사막에 나타난 생일 케이크를 "먹으면" 외로운 티렉스가 생일 모자를 쓴다. 같은 해 11월, 구글은 플레이어의 최고 점수를 저장하는 기능을 도입하였다. 이 게임의 소스 코드는 크로미엄 사이트에서 사용할 수 있다.
2021년, 구글은 3월에 iOS 14용 위젯을 도입하여 플레이어가 chrome://dino에 접근할 수 있도록 하였고, 7월에는 2020년 도쿄 올림픽을 맞이하여 다양한 올림픽 활동을 따라하는 이스터 에그를 추가하였다.

## 반응
2018년 9월 제작자가 이 게임이 매달 약 2억 7천만 회 플레이된다고 밝히며 이 게임이 널리 알려져 있음이 드러났다.

## 관련 미디어
2020년 8월, MSCHF와 100 시브즈가 제휴하여 이 게임의 수정된 버전인 다이노 소즈(Dino Sword)를 제작하였다. 이 게임은 모을 수 있는 작은 무기고 아이템과 시간이 느려지는 알약이 특징으로, 잘못 관리하면 무기가 역효과를 일으켜 공룡을 해칠 수 있다.

## 같이 보기
- 구글의 이스터 에그 목록

## 주해
1. ↑  다크 모드를 사용하는 장치에서는 동일한 야간 그래픽으로 게임이 시작된다.